# 慶春院
慶春院（けいしゅんいん、生没不詳）は、戦国時代の武将・三好元長の正室。三好長慶、三好実休の生母。名は不明。

## 生涯
出自や名前は不明であるが、三好家一族の位牌がある京都府京都市の聚光院に「慶春院殿南岸智英大姉」と戒名が記されているほか、「明室保公大姉」の法名も残されている。
阿波国の武将である三好元長に嫁ぎ、1522年（大永2年）に三好政権を樹立したことで知られる長男の三好長慶を、1527年（大永7年）頃に次男の三好実休を産んだとされるが、詳しくはわかっていない。